# Franciszek Kucharczak
Franciszek Kucharczak (ur. 1 kwietnia 1962 w Rybniku) – polski dziennikarz, redaktor naczelny serwisu internetowego „gosc.pl”, teolog i historyk Kościoła.

## Życiorys
Współpracownik „Małego Gościa Niedzielnego”. Autor zbioru felietonów publikowanych na łamach tygodnika „Gość Niedzielny” pt. Tabliczka sumienia (wyd. 2008), Bóg lubi tych którzy walczą. O męskości, powołaniu i mocy modlitwy (wyd. 2015) oraz współautor wywiadu-rzeki z Markiem Jurkiem „Dysydent w państwie POPiS-u” (wyd. 2008). Jest stałym felietonistą „Gościa Niedzielnego”.